# Império da Zona Norte
Império da Zona Norte é uma escola de samba do carnaval de Porto Alegre. Sua sede está localizada no bairro Navegantes, na zona norte da capital do Rio Grande do Sul.

## História
A Império da Zona Norte foi fundada em 20 de março de 1975. Seus fundadores foram Pedro Guilherme Lopes, Waldir Alves, Oscar Alves, Heitor Lopes, Carlos Alberto, Gildo Lopes e Ana Regina Lopes. Inicialmente localizada no bairro Sarandi, a escola acabou se mudando para outro bairro na zona norte, o Navegantes, onde tem sua quadra na Avenida Sertório.
Após vencer o carnaval de 1982, a escola acabou passando por maus momentos no final da década de 1990. Após conseguir se restabelecer e subir para o grupo especial novamente, em 2005, sob o comando de Antônio Ademir Moraes (o Urso), o Império foi vice-campeã em 2006 e 2007. A Império da Zona Norte conquistou o primeiro lugar do carnaval de Porto Alegre em 2008.

## Personagens da escola
- Antônio Ademir de Moraes (Urso): Presidente que trouxe a escola de volta ao grupo-especial e reestruturou o patrimônio da entidade.[9]
- Jacques Machado (Jacão): Presidente de honra da escola.
- Waldir Alves (fundador)[9]
- Pedro Guilherme Lopes (fundador)[9]
- Oscar Alves (fundador)[9]
- Heitor Lopes (fundador)[9]
- Carlos Alberto (fundador)[9]
- Gilberto Lopes (fundador)[9]
- Ana Regina Lopes (fundadora)[9]

## Segmentos

### Presidentes
| Nome                            | Mandato         | Ref.          |
| ------------------------------- | --------------- | ------------- |
| Pedro Guilherme Lopes           | 1990-1991       | [ 6 ]         |
| João Carlos da Silva "Gago"     | 1992-1993       | [ 6 ]         |
| Antônio Ademir de Moraes "Urso" | 1994            | [ 6 ]         |
| Maria Helena Cabellera          | 1995            | [ 6 ]         |
| Rubens Silveira Menezes         | 1996            | [ 6 ]         |
| Pedro Guilherme Lopes           | 1997            | [ 6 ]         |
| João Carlos da Silva "Gago"     | 1998            | [ 6 ]         |
| Rubens Silveira Menezes         | 1999-2000       | [ 6 ]         |
| Antônio Ademir de Moraes "Urso" | 2004-2008       | [ 10 ]        |
| Rubens Silveira Menezes         | 2009            | [ 11 ]        |
| Marco Moraes                    | 2010-2012       | [ 12 ]        |
| Antônio Ademir de Moraes "Urso" | 2013-2016       | [ 13 ]        |
| João Carlos da Silva "Gago"     | 2017            | [ 14 ]        |
| Paulo Noble Clave               | 2017-2018       | [ 15 ]        |
| Rubens Silveira Menezes         | 2019-2020       |               |
| Antônio Ademir de Moraes "Urso" | 2020-2023       | [ 16 ] [ 17 ] |
| Silvonei Almeida "Gateado"      | 2023-Atualidade | [ 18 ]        |

### Presidentes de Honra
| Nome            | Mandato | Ref.   |
| --------------- | ------- | ------ |
| Jacques Machado | - ?     | [ 19 ] |

### Diretores
| Ano  | Diretor de Carnaval      | Diretor geral de harmonia | Ref.   |
| ---- | ------------------------ | ------------------------- | ------ |
| 2015 | Elbdes Rodrigues (Turco) |                           | [ 3 ]  |
| 2023 | Marco Moraes             |                           | [ 17 ] |

### Mestres de Bateria
| Ano        | Mestres de bateria              | Ref.          |
| ---------- | ------------------------------- | ------------- |
| 1978       | Mestre Nilton Deoclides Pereira |               |
| 1987-1990  | Neri Gonçalves “Neri Caveira”   | [ 6 ]         |
| 1991–1993  | Mestre Chiquinho Capelão        | [ 6 ]         |
| 1994       | Estêvão Renato Pereira          | [ 6 ]         |
| 1995       | Luiz Vicente Fayet              | [ 6 ]         |
| 1996–1998  | Mestre Chiquinho Capelão        | [ 6 ]         |
| 1999       | Marcelo Silveira “Marcelinho”   | [ 6 ]         |
| 2000       | Hilton Gonçalves                | [ 20 ]        |
| 2004-2009  | Mestre Márcio Rogério           | [ 21 ]        |
| 2010-2011  | Sandro Gravador                 | [ 22 ]        |
| 2012-2014  | Junior Aruanda                  | [ 23 ]        |
| 2015-2020  | Mestre Chiquinho Capelão        | [ 3 ]         |
| 2021-2024  | Krlinhos Alcântara              | [ 16 ] [ 17 ] |
| 2025-Atual | Junior Aruanda                  | [ 24 ]        |

### Casal de Mestre-sala e Porta-bandeira
| Ano        | Nome                                           | Ref.          |
| ---------- | ---------------------------------------------- | ------------- |
| 1989-1991  | Zé Cartola e Neli Marques                      | [ 6 ]         |
| 1992       | Jorge Luiz "Zoca" e Rosicler Padilha           | [ 6 ]         |
| 1993       | Jorge Luiz "Zoca" e Itanajara Nascimento “Ita” | [ 6 ]         |
| 1994       | Jorge Luiz "Zoca" e Rosicler Padilha           | [ 6 ]         |
| 1995       | Luiz Augusto Alencar e Inajara Amorim          | [ 6 ]         |
| 1996       | Jorge Luiz "Zoca" e Itanajara Nascimento “Ita” | [ 6 ]         |
| 1997-1998  | Gilberto “Maiko” e Gislaine Freitas “Giza”     | [ 6 ]         |
| 1999       | Abelardo “Peres” e Letícia da Costa            | [ 6 ]         |
| 2000-2003  | João Boff e Gislaine Freitas “Giza”            | [ 25 ]        |
| 2004       | Alexandre Barbosa e Gislaine Freitas “Giza”    | [ 26 ]        |
| 2005       | João Boff e Gislaine Freitas "Giza             | [ 27 ]        |
| 2006-2007  | Tadeu Pé de Vento e Gislaine Freitas "Giza"    | [ 28 ]        |
| 2008       | Marcelinho e Gislaine Freitas “Giza”           | [ 29 ]        |
| 2009-2011  | Alexandre Barbosa e Isabel Cristina            | [ 30 ]        |
| 2012       | Marcelinho e Gislaine Freitas “Giza”           | [ 31 ]        |
| 2013-2014  | Alexandre Barbosa e Hélida Freitas             | [ 23 ]        |
| 2015-2019  | Caio e Ana Marilda                             | [ 32 ]        |
| 2020       | Marcelinho e Ana Marilda                       | [ 33 ]        |
| 2021       | Raphael Rodrigues e Ana Marilda                | [ 34 ]        |
| 2022-Atual | Rodrigo França e Ana Marilda                   | [ 35 ] [ 17 ] |

### Corte de Bateria
| Ano  | Rainha   | Madrinha         | Ref. |
| ---- | -------- | ---------------- | ---- |
| 2014 | Schanna  | Juliana Oliveira |      |
| 2019 | Sheliane | Alana            |      |

## Carnavais
| Ano                        | Colocação       | Grupo           | Enredo | Carnavalesco                                                       | Intérprete                  | Ref.                               |
| -------------------------- | --------------- | --------------- | --- | ------------------------------------------------------------------ | --------------------------- | ---------------------------------- |
| 1976                       | Campeã          | II              | Exaltação a Zumbi dos Palmares.                                                                                                   |                                                                    |                             | [ 9 ]                              |
| 1977                       |                 |                 | Rainha Ginga e Rei Congo, nas Congadas do Brasil.                                                                                 |                                                                    |                             | [ 9 ]                              |
| 1978                       |                 |                 | Brasil, Flor Amorosa das Três Raças.                                                                                              |                                                                    | Valdir Alves                | [ 36 ]                             |
| 1979                       |                 | I               | Homenagem a Vicente Rao |                                                                    | Valdir Alves                |                                    |
| 1980                       | Desclassificada |                 | O pensamento. |                                                                    | Valdir Alves                | [ 37 ] [ 9 ]                       |
| 1981                       |                 |                 | Pra não dizer que não falei de flores.                                                                                            |                                                                    | Valdir Alves                |                                    |
| 1982                       | Campeã          | I               | Contatos imediatos do Terceiro Grau.                                                                                              |                                                                    | Valdir Alves                | [ 9 ] [ 38 ]                       |
| 1983                       |                 | I               | Festa da Uva. |                                                                    | Valdir Alves                | [ 9 ] [ 39 ]                       |
| 1984                       | 5.º lugar       | I               | Infinitas sobras do arco-íris. |                                                                    | Valdir Alves                | [ 9 ] [ 40 ]                       |
| 1985                       | 7.º lugar       | I               | Salve, salve Jorge Maravilha. |                                                                    | Valdir Alves                | [ 9 ]                              |
| 1986                       | Campeã          | II              | Maravilhoso Reino do Zodíaco. |                                                                    | Carlos Medina               | [ 41 ]                             |
| 1987                       | 4.º lugar       | I               | Mistério do universo na máquina do tempo.                                                                                         |                                                                    | Paulo da Silva Dias (Jajá)  | [ 9 ] [ 42 ]                       |
| 1988                       | 4.º lugar       | I               | Carlos Nobre, um nome, uma figura, uma grande gargalhada.                                                                         |                                                                    | Cláudio Barulho e Meneca    | [ 9 ] [ 43 ]                       |
| 1989                       | 6.º lugar       | I               | Exaltação à mulata brasileira em festa na ilha da fantasia.                                                                       |                                                                    | Chulepe                     | [ 9 ] [ 44 ]                       |
| 1990                       | 4.º lugar       | 1A              | Plumas e chibatas, louvada seja a arte popular.                                                                                   | Guaraci Feijó                                                      | Chulepe e Flavinho          | [ 6 ] [ 9 ]                        |
| 1991                       | 7.º lugar       | 1A              | Através dos tempos, na era da mutação.                                                                                            | Pedro Salles                                                       |                             | [ 6 ] [ 9 ]                        |
| 1992                       | 4.º lugar       | 1A              | Viagem a Ofir, maravilhoso mundo verde.                                                                                           | Adoniram Ferreira                                                  | Porto Alex                  | [ 6 ] [ 9 ]                        |
| 1993                       | 4.º lugar       | 1A              | Império numa grande festa cósmica.                                                                                                | Alvino Machado                                                     | Porto Alex                  | [ 6 ] [ 9 ] [ 45 ]                 |
| 1994                       | 9.º lugar       | 1A              | Brasil. Império da miscigenação.                                                                                                  | Erson Paulo “Paulinho”                                             | Dodo                        | [ 6 ] [ 9 ]                        |
| 1995                       | Campeã          | 1B              | Mandela, da África brasileira à ópera da conquista.                                                                               | Walter Luiz Carvalho                                               |                             | [ 6 ] [ 9 ]                        |
| 1996                       | 7.º lugar       | Especial        | Pelos corredores do palácio. (As façanhas amorosas de um grande conquistador.)                                                    | Erson Paulo “Paulinho”                                             | Chico Santos                | [ 6 ] [ 9 ] [ 46 ]                 |
| 1997                       | 8.º lugar       | Intermediário A | Viagem em busca das belezas e riquezas deste país.                                                                                | Eugênio Alencar                                                    | Chico Santos                | [ 6 ] [ 9 ] [ 47 ]                 |
| 1998                       | 3.º lugar       | Intermediário A | Através dos tempos passei, hoje sou rei e o espetáculo continua.                                                                  | Marlene Costa                                                      | Sandrinho Gessé             | [ 6 ] [ 9 ] [ 48 ]                 |
| 1999                       | 3.º lugar       | Intermediário A | Os baluartes da esperança. | Alvino Machado                                                     | Chico Santos                | [ 6 ] [ 9 ] [ 49 ]                 |
| 2000                       | 6.º lugar       | Intermediário A | Das telas de Debret, o amanhecer de uma nação.                                                                                    | Paulo Fernando Freitas                                             | Paulão da Tinga             | [ 50 ] [ 9 ] [ 51 ]                |
| 2001                       | 7.º lugar       | Intermediário A | Império anuncia a era de Aquárius.                                                                                                |                                                                    |                             | [ 9 ] [ 52 ]                       |
| 2002                       | Vice-campeã     | Intermediário B | Um sonho entre o Porto e o mar.                                                                                                   |                                                                    |                             | [ 9 ] [ 53 ]                       |
| 2003                       | Vice-campeã     | Intermediário B | Caá-y! Da erva nativa à festa nacional.                                                                                           |                                                                    | Chico Santos                | [ 9 ] [ 54 ] [ 55 ]                |
| 2004                       | Campeã          | B               | No espelho do universo, reflete a luz de uma nova era.                                                                            | Gugu Lacerda                                                       | Sandrinho Gessé             | [ 9 ] [ 56 ] [ 57 ] [ 58 ]         |
| 2005                       | Campeã          | A               | Da Baronesa ao Trensurb, o Império faz uma viagem através da ferrovia.                                                            |                                                                    | Kaubi Tavares               | [ 9 ] [ 59 ] [ 60 ]                |
| 2006                       | Vice-campeã     | Especial        | A Trajetória de Um Líder que a Zona Norte Consagrou, Jacão é Povo Sempre                                                          | Edson Santos (Dico)                                                | Kaubi Tavares               | [ 9 ] [ 61 ] [ 62 ]                |
| 2007                       | Vice-campeã     | Especial        | De Shangrilá a Xangrilá... O Império faz uma fantástica viagem para o paraíso oriental e do sonho descobre a verdadeira Xangrilá. | Silvio Oliveira e Dico                                             | Kaubi Tavares               | [ 9 ] [ 63 ] [ 64 ]                |
| 2008                       | Campeã          | Especial        | Da África à Zona Norte, sim senhor. Esta é a história do samba!                                                                   | Sílvio Oliveira e Dico                                             | Sandro Ferraz               | [ 8 ] [ 9 ] [ 65 ]                 |
| 2009                       | Vice-campeã     | Especial        | Até Caminha já sabia...Mandou, chegou! Correios: eficiência e credibilidade.                                                      | Luiz Fernando Reis, Gugu Lacerda, Estevão Rodrigues e Sérgio Ávila | Sandro Ferraz               | [ 66 ]                             |
| 2010                       | 6.º lugar       | Especial        | É o amor... meu coração Imperiano pulsa de emoção.                                                                                | Fábio Castilhos, Sérgio Ávila e Dico                               | Sandro Ferraz               | [ 1 ] [ 19 ] [ 67 ]                |
| 2011                       | Vice-campeã     | Especial        | Portugal - Terra Mãe Gentil deste gigante chamado Brasil.                                                                         | Sérgio Ávila e Dico                                                | Sandro Ferraz               | [ 68 ] [ 69 ] [ 70 ] [ 71 ]        |
| 2012                       | 3.º lugar       | Especial        | O Império contra-ataca | Renato Lage                                                        | Sandro Ferraz               | [ 72 ] [ 73 ] [ 74 ]               |
| 2013                       | 4.º lugar       | Especial        | Um país, um povo, um clube, dois homens e muitos sonhos: Fernando Carvalho e Vitório Píffero                                      | Fabio Ferreira                                                     | Sandro Ferraz               | [ 75 ]                             |
| 2014                       | 9.º lugar       | Especial        | Tibiquary. Teu povo te fez Taquari.                                                                                               | Chico Passos                                                       | Alexandre Belo              | [ 23 ] [ 76 ] [ 77 ] [ 78 ] [ 79 ] |
| 2015                       | 5.º lugar       | Especial        | Do Coração da África Negra a Luz Dourada que Anuncia Novos Tempos. Nigéria, O Gigante Africano Vem Para a Festa                   | Chico Espuma                                                       | Everton Rataescki e Wantuir | [ 80 ] [ 3 ]                       |
| 2016                       | 5.º lugar       | Especial        | Sua Hora Vai Chegar: Melhor é Morrer de Sambar!                                                                                   | Comissão de Carnaval                                               | Everton Rataescki           | [ 4 ] [ 81 ]                       |
| 2017                       | 3.º lugar       | Série Ouro      | Império em Procissão | Jeferson Lima                                                      | Everton Rataescki           | [ 82 ] [ 83 ]                      |
| Desfile cancelado em 2018. |                 |                 | |                                                                    |                             |                                    |
| 2019                       | 3.º lugar       | Série Ouro      | Império em Devoção Exalta São João                                                                                                | Edson Santos (Dico)                                                | Gabriel Pereira             | [ 86 ] [ 87 ] [ 88 ]               |
| 2020                       | 6.º lugar       | Série Ouro      | O Galo Missioneiro Canta Na Zona Norte, Olívio Dutra                                                                              | Edson Santos (Dico)                                                | Gabriel Pereira             | [ 89 ] [ 90 ] [ 91 ] [ 92 ]        |
| Desfile cancelado em 2021. |                 |                 | |                                                                    |                             |                                    |
| 2022                       | 9.º lugar       | Série Ouro      | Memórias da Zona Norte Ressoam Tambores Imperianos é o Presente Dourado "Pra Ti" Mui Leal Porto Alegre                            | Davi Gbanna e Guaraci Feijó                                        | Gabriel Pereira             | [ 94 ] [ 95 ]                      |
| 2023                       | 5.º lugar       | Série Prata     | A Zona Norte Enraizada Nesse Chão, Pedro Guilherme a Semente de um Império de Paixão                                              | Sílvio Oliveira e Dico                                             | Evandro Medina              | [ 17 ] [ 96 ]                      |
| 2024                       | 7.º lugar       | Série Prata     | Gênesis - O Império Resgata a História da Criação                                                                                 | Edson Santos (Dico)                                                | Tinga e Wander Salles       | [ 18 ] [ 97 ]                      |
| 2025                       | 7.º lugar       | Série Prata     | Pra não Dizer que não Falei de Flores                                                                                             | Edson Santos (Dico)                                                | Emerson Dias                | [ 24 ] [ 98 ]                      |
| 2026                       |                 | Série Bronze    | |                                                                    |                             |                                    |

## Títulos
| Títulos do Império da Zona Norte | Títulos do Império da Zona Norte      | Títulos do Império da Zona Norte | Títulos do Império da Zona Norte |
| -------------------------------- | ------------------------------------- | -------------------------------- | -------------------------------- |
| Grupo                            | Grupo                                 | Títulos                          | Anos                             |
|                                  | Especial (Atual Série Ouro)           | 2                                | 1982, 2008                       |
|                                  | Grupo-II / 1B / A (Atual Série Prata) | 4                                | 1976, 1986, 1995, 2005           |
|                                  | Grupo B (Atual Série Bronze)          | 1                                | 2004                             |

## Prêmios
Estandarte de Ouro
- 2010: Passista masculino.[99]
- 2011: Fantasia, comissão-de-frente, ala de passo marcado e 2ª porta-estandarte.[100]
- 2012: Alegorias e 1ª porta-estandarte.[101]
- 2013: Bateria, alegorias e ala de baianas.[102]
- 2014: Bateria e comissão de frente.[103]
- 2016: Fantasia e ala de baianas.[104]